# 20282 Хедберг
20282 Хедберг (20282 Hedberg) — астероїд головного поясу, відкритий 20 березня 1998 року.
Тіссеранів параметр щодо Юпітера — 3,657.